# Parti pirate (Grèce)
Pour Parti pirate, voir Liste des partis pirates.
Le Parti pirate de Grèce (grec moderne : Κόμμα Πειρατών Ελλάδας) est un  parti politique grec. Inspiré du modèle du Parti pirate suédois, il soutient la réforme des lois du droit d'auteur, l'abolition des brevets et le respect de la vie privée. Il est membre du Parti pirate international.

## Historique
Le Parti pirate est fondé le 14 janvier 2012 après cinq mois de préparation,. Il est officiellement reconnu le 10 février de la même année, comptant 480 membres actifs à cette date. Son adhésion au Parti pirate international est actée lors d'une assemblée générale qui s'est tenue en avril à Prague, en République tchèque. Lors du Congrès du 8 décembre 2013, les principes de démocratie directe et d'écologie ont été supprimés. Les actes du congrès 2013 n'ont pas été publiés. Aujourd'hui le Parti compte environ 20-25 membres actifs,.
Lors des élections législatives de mai 2012, le Parti pirate présente des candidatures dans 31 des 56 circonscriptions et atteint un score de 0,51 % des votes exprimés (32 484 voix).